# Salix kangdingensis
Salix kangdingensis là một loài thực vật có hoa trong họ Liễu. Loài này được S.D. Zhao & C.F. Fang miêu tả khoa học đầu tiên năm 1980.